# Доррего (станция метро)
«Доррего» (исп. Dorrego) —  станция Линии B метрополитена Буэнос-Айреса. Станция расположена между станциями «Малабия/Освальдо Пульезе» и «Федерико Лакросе». Станция расположена под улицей Авенида Корриентес на её пересечении с улицей Авенида Доррего в районе Чакарита. Станция была открыта 17 октября 1930 года на первом участке линии B, открытом между станциями между Федерико Лакросе и Кальяо.

## Декорации
На станции есть четыре фрески сделанные в 1991 году. Это такие полотна как «A 3 niñas argentinas inmoladas», «Jimena Hernández», «Nair Mostafá» и «María Soledad Morale» художницы Милдред Бёртон расположенные на северной платформе. На южной платформе расположены фрески художников  Роберто Скафиди, Хосе Марии Касерес (Серия фресок под названием «Песнь любви Латинской Америки» (исп. Canto de amor para América Latina) и Хуана Хосе Камбре (Эльф в каждом движении нашей жизни (исп. El duende está en cada movimiento de nuestras vidas). Остальная часть станции, в том числе платформы, лестницы и коридоры известны под названием подземный лес Федерико Бачера.

## Достопримечательности
Они находятся в непосредственной близости от станции:
- Парк Лос Андес
  - La Calesita de Parque Los Andes
- Стадион футбольного клуба Атланта
- Станция Estación Chacarita железной дороги Ferrocarril General San Martín
- Цветочный рынок района Чакарита
- Caja de Ahorro y Seguro
- Кладбище Ла-Чакарита
- Техническая школа Hermitte
- Комиссариат N°29 Федеральная полиция Аргентины
- Комиссариат 15 Полиция Буэнос-Айреса
- Unidad de Orientación y Denuncia Chacarita
- Консульство Эстонии
- Centro de Atención Primaria (CeSAC) N°22
- Общая начальная школа Коммуны Nº19 от провинции Чубут
- Centro de Formación Profesional N°11
- Jardín Maternal Nº01/14 Paula Albarracin
- Общая начальная школа Коммуны N°1 имени Рубена Дарио
- Библиотека имени Baldomero Fernández Moreno
- Театральная площадь Лос-Андес (Los Andes)

## Галерея

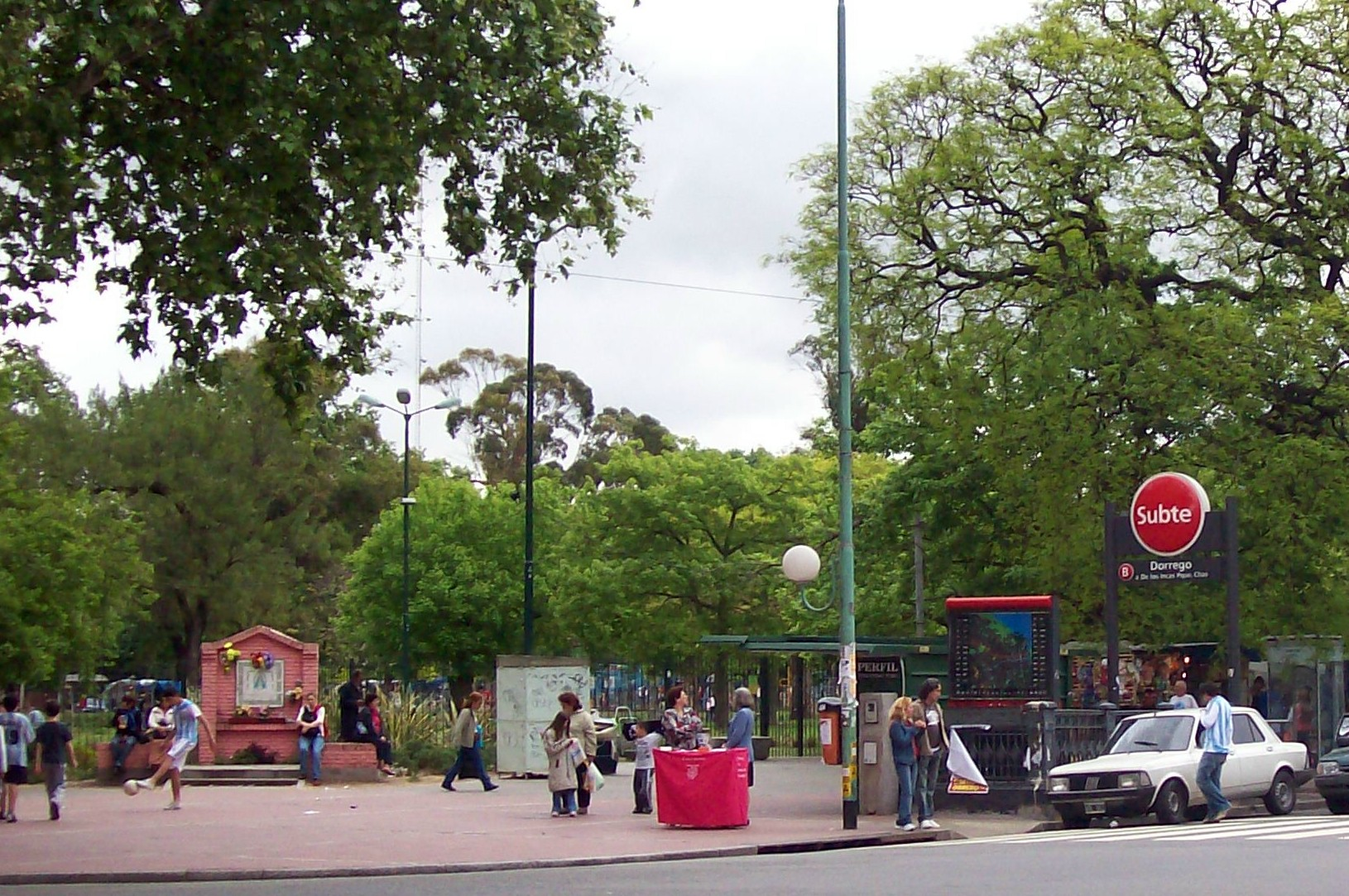
Вход со стороны парка Лос-Андес
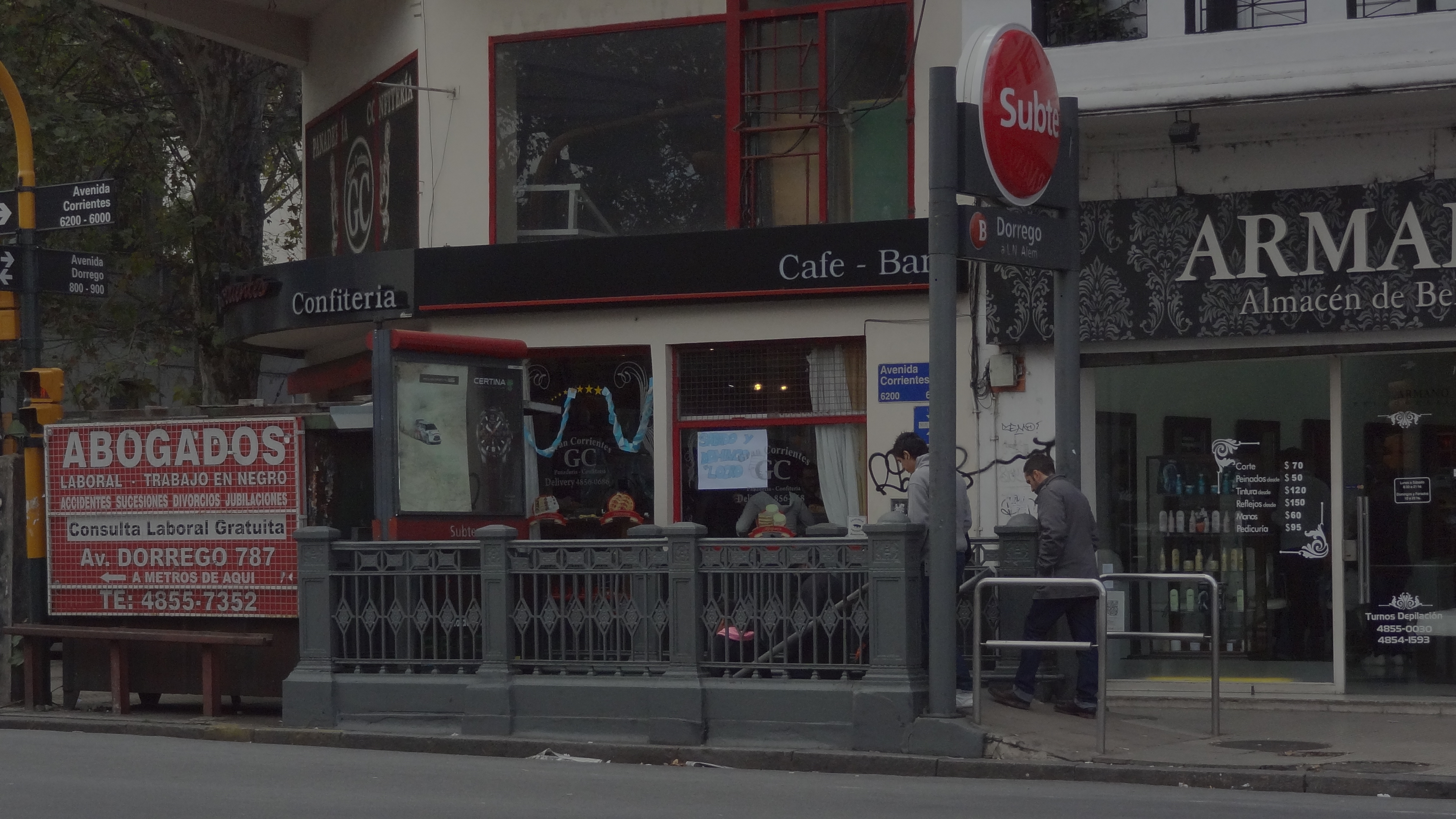
Вход со стороны улицы
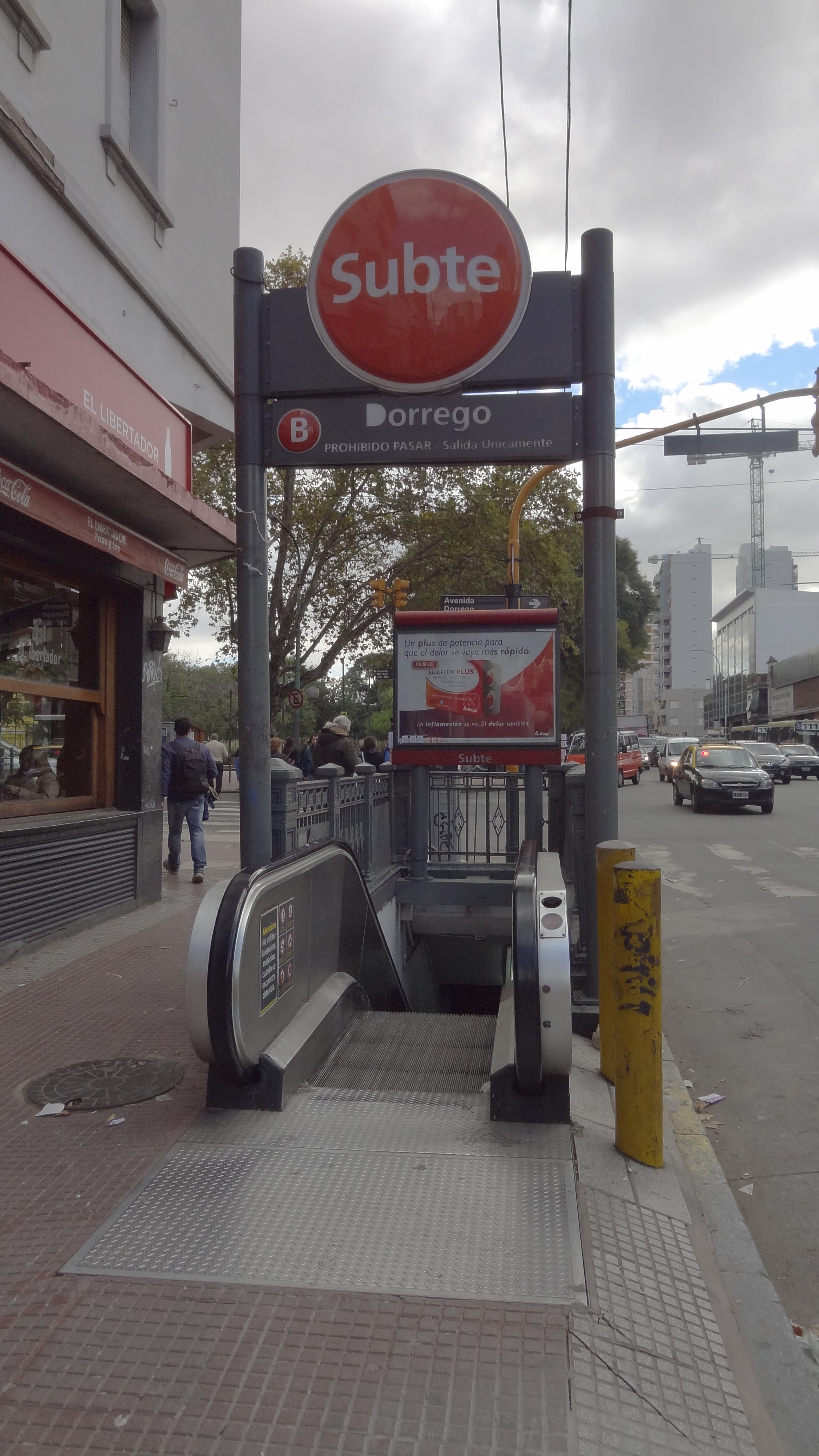
Эскалатор со стороны улицы
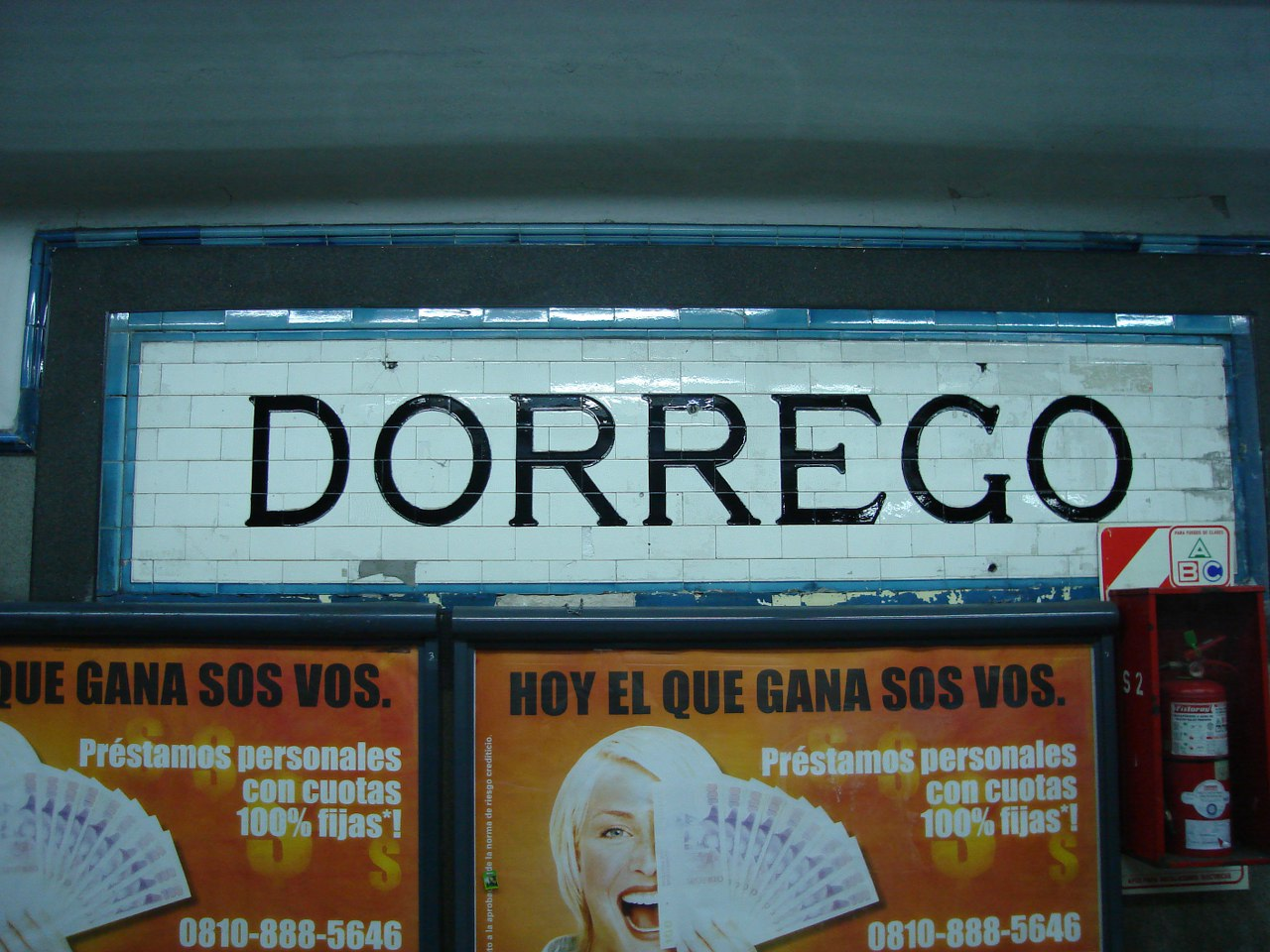
Оригинальная доска с названием станции